# Прогрессив-хаус
Прогрессив-хаус или прогрессивный хаус (англ. progressive house, сокр. prog house) — разновидность хаус-музыки. Возник в начале 1990-х годов на территории Великобритании. Прогрессив-хаус характеризуется бо́льшим набором семплов и музыкальных инструментов в развитии ритма, использованием нагнетаний, прогрессий и повторяющихся музыкальных фраз, в целом, более богатым и идейным звучанием, однако основная характеристика хауса — стандартный размер 4/4 и средний темп (120—140 BPM) — остаются.
Одним из характерных элементов современного Прогрессив Хауса является лид, который в виде прогрессии звучит на протяжении почти всей композиции.
Приставка Progressive в EDM (Electronic Dance Music) музыке подразумевает наличие развивающейся прогрессии в треке, то есть повторяющейся последовательности звуков, часто в виде лида. Отсюда и происходит значение термина Progressive в контексте EDM, который не следует путать с классическим пониманием слова «Прогрессивный» и «Прогрессивность». В случае с Prog House этот термин описывает особенность построения композиций, звуковой рисунок. В той или иной степени лид-прогрессии встречаются во всех EDM стилях с приставкой Progressive, например в Progressive Trance и Progressive Breaks, однако именно в Прог Хаус они используются наиболее активно.
Помимо этого, Прогрессив Хаус, как и другие его виды (субстили), отличается более лёгким звучанием в сравнении с Trance музыкой, а также менее массивной бочкой. В Прог Хаус, как правило, меньше экспрессии и напора чем в Progressive Trance, в целом больше мягких звуков.
Хотя Прогрессив Хаус это единый стиль, впоследствии стала выделяться ещё одна его вариация, которая получила обозначение Melodic Progressive. Как следует из названия, это треки с более выраженной мелодической составляющей.

## История
Термин «прогрессив-хаус» впервые был использован в 1992 году главным редактором английского журнала Mixmag Домом Филлипсом (англ. Dom Phillips). Этим термином обозначалась та музыка, которую играл английский диджей Саша (англ. Sasha) — американский хаус с примесью итальянской музыки. В эту же категорию попали самые первые треки, записанные в стиле прогрессив-хаус Gat Decor «Passion», Leftfield «Not forgotten» и «Song of life», React 2 Rhythm «Intoxication». Плюс на этой музыке стали специализироваться такие лейблы как Guerilla, Limbo (лейбл), Stress и Jackpot. Все, что издавали эти лейблы в середине 90-х можно считать классическим прогрессив-хаусом.
Условно говоря, прогрессив-хаус пережил уже два всплеска популярности. Первый был в середине 90-х и выходил из евродэнса; в английских клубах вроде «Drum club» и «Renaissance» звучала интересная танцевальная музыка, а одним из самых заметных диджеев в то время был все тот же Саша (работавший на пару со своим другом Джоном Дигвидом (англ. John Digweed). Постепенно прогрессив-хаус становился популярнее, легче, понятнее и доступнее среднему обывателю. Из той формы прогрессив-хауса возник прогрессив-транс, где предпочтение отдавалось лирике, мелодии при явной простоте этой музыки. Вторая волна популярности возникла в начале 2000-х годов, когда прогрессив-хаус снова стал мрачной музыкой, где главное место занимал ритм и звук. Главным человеком на этой сцене являлся Джон Дигвид и его лейбл Bedrock Records.
В 2007 году молодой канадский диджей и продюсер Deadmau5 порождает новейшую волну прогрессив-хауса, записав трек «Faxing Berlin», который сыграл в своём радиошоу «BBC Radio 1» британский диджей Пит Тонг (Pete Tong). Новая стилистика прогрессив-хауса, мало похожая на прежнюю, оказалась столь яркой, что её актуальность не угасает по сей день.

## Исполнители
- Mark&Lukas
- Yusuke Teranishi
- Road Velden
- Melchi
- Z8phyr
- AKI Amano
- Musty
- Gregory Esayan
- Sixthsense
- Alesso
- Alan Walker
- Merk & Kremont
- Arty
- Manse
- Avicii
- Deadmau5
- Dave Seaman
- Deep Dish
- DubVision
- Gabriel & Dresden
- Matisse & Sadko
- John Creamer and Stephane K
- John Digweed
- Martin Garrix
- Nicky Romero
- Nick Warren
- Darren Emerson
- Robert Miles
- Sander van Doorn
- Rui da Silva
- Serge Devant
- G-Pal
- Eric Prydz
- Hardwell
- Hernan Cattaneo
- John Debo
- Sander Kleinenberg
- Steve Porter
- Swedish House Mafia
- Sasha
- Freshbang